# Distretto di Alto Inambari
Il distretto di Alto Inambari è uno dei dieci distretti  della provincia di Sandia, in Perù. Si trova nella regione di Puno e si estende su una superficie di 1.124,88 chilometri quadrati.

Istituito il 13 settembre 1994, ha per capitale la città di Massiapo; al censimento 2005 contava 8.841 abitanti.